# Formacja gogolińska
Formacja gogolińska (ang. Gogolin Formation) – formacja triasowa, najniższa jednostka litostratygraficzna dolnego wapienia muszlowego Wyżyny Śląsko-Krakowskiej, leżącą pomiędzy węglanowymi utworami retu (górny pstry piaskowiec, trias dolny) i wapienną formacją górażdżańską (wapień muszlowy, trias środkowy). Formacja gogolińska rozpoczyna trias środkowy na tym obszarze.

## Geneza nazwy
Nazwa historyczna, pochodząca od miejscowości Gogolin, z okolic której zostały po raz pierwszy opisane warstwy gogolińskie.

## Historia i synonimika
Formacja gogolińska odpowiada wyróżnionym przez Paula Assmanna warstwom gogolińskim (niem. Gogoliner Schichten); nieznacznemu przesunięciu uległa jedynie jej górna granica. Podstawą do sformalizowania litostratygrafii formacji gogolińskiej stał się podział wprowadzony przez Assmanna.

## Wiek
Wiek formacji gogolińskiej nie został jednoznacznie określony. Rozbieżności są niewielkie i dotyczą jedynie dolnej granicy. Pozycja chronostratygraficzna została wyznaczona na podstawie występowania konodontów i badań magnetostratygraficznych. Zawidzka przypisała niższą część warstw gogolińskich ze Śląska Opolskiego do dolnego anizyku, a najwyższą (kilka ostatnich metrów obecnego ogniwa wapienia falistego z Ligockiej Góry) – do pelsonu (od miejsca pojawienia się indeksowego gatunku konodonta Neospathodus kockeli). Badania magnetostratygraficzne wskazują, że najniższa część formacji gogolińskiej należy do górnego oleneku (spasianu), wyższa część formacji gogolińskiej do egeju i bitynu, a najwyższa do pelsonu.

## Granice
Współcześnie dolna granica formacji gogolińskiej nie jest odsłonięta. Paul Assmann przyjął pięć kryteriów makroskopowych do wyznaczania granicy retu i wapienia muszlowego. Do ustalenia tej granicy w terenie wystarczające jest jedno z trzech kryteriów litologicznych zaproponowanych przez Paula Assmanna:
- brak struktury jamistej, charakterystycznej dla leżących poniżej wapieni retu
- pojawienie się wapieni pelitowych lub organodetrytycznych o strukturze falistej lub falisto-gruzłowej
- pojawienie się wapieni organodetrytycznych zawierających wśród składników ziarnistych elementy szkieletowe liliowców

Górną granicę formacji gogolińskiej i jednocześnie dolną granicę leżącej powyżej formacji górażdżańskiej wyznacza spąg pierwszej grubej ławicy wapienia ziarnistego (onkolitowego).

## Budowa
Formacja gogolińska jest zbudowana głównie z:
- kremowych, szarych i różowawych, grubo-, średnio- i cienkoławicowych wapieni organodetrytycznych
- kremowych i szarych, średnio- i cienkoławicowych wapieni pelitowych, często o strukturze falistej lub falisto-gruzłowej
- żółtawych i pomarańczowych dedolomitów (wapienie margliste)
- szarych wapieni piaszczystych, (4) zlepieńców śródformacyjnych
- szarych i brązowych margli, zazwyczaj złupkowanych

## Miąższość
We wschodniej części monokliny przedsudeckiej, na Śląsku Opolskim, miąższość wynosi średnio 55 m. W okolicy Opola miąższość formacji wynosi około 40–60 m, w okolicy Strzelec Opolskich – od 49 m do 58 m w rejonie Lublińca i Zawadzkiego – około 50 m, a w okolicy Wierchlesia – około 66 m. Na zachód od Opola, w środkowej i zachodniej części monokliny przedsudeckiej, miąższość formacji wyraźnie wzrasta i wynosi od 60 do ponad 80 m. Na wschodnim obszarze występowania formacji miąższość została ogólnie oszacowana na 41–46 m i jest możliwa do ustalenia tam, gdzie utwory nie zostały wtórnie przeobrażone w dolomity kruszconośne. Miąższość jest zredukowana przy krańcach zasięgu jednostki (np. 21 m w okolicy Pogorzyc
i Płazy, 35 m w okolicach Siewierza i Chrzanowa). Dane na temat miąższości utworów odpowiadających warstwom gogolińskim
w niecce północnosudeckiej (okolice Raciborowic) są rozbieżne - od 63 m do 91 m.

## Podział na jednostki niższego rzędu
W zachodniej części występowania formacji gogolińskiej (Opolszczyzna) zostały wyróżnione 4 jednostki formalne w randze ogniw, 6 formalnych jednostek podrzędnych w randze warstw oraz dwie jednostki nieformalne - poziomy. Podział na pozostałych obszarach - jak dotychczas. 

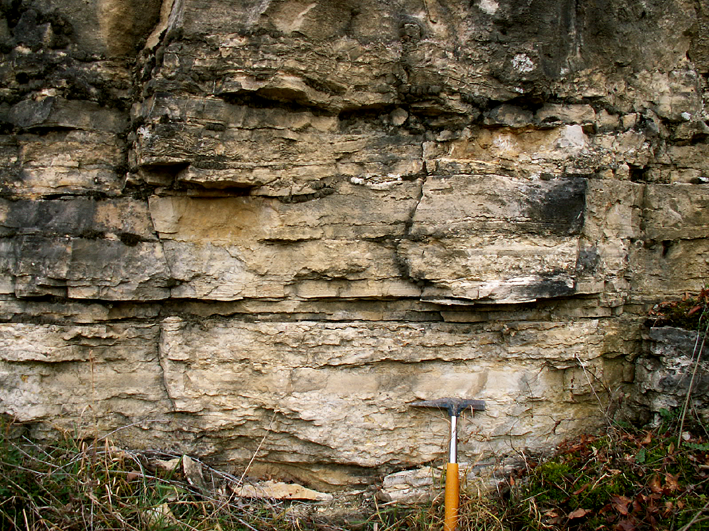
Najniższa część formacji gogolińskiej - Gogolin.

## Ogniwa i poziomy
Ogniwa i poziomy w zachodniej części formacji gogolińskiej (od najstarszych):
1. Ogniwo wapienia krynoidowego z Zakrzowa (obejmuje warstwę wapienia pelitowego z Krapkowic, warstwę wapienia organodetrytycznego z Dąbrówki, warstwę wapienia organodetrytycznego z Podboru);
2. Ogniwo margla ze Skały (w jego najniższej części została wydzielona warstwa zlepieńca śródformacyjnego z Kociny);
3. Ogniwo wapienia komórkowego z Emilówki (obejmuje warstwę wapienia organodetrytycznego z  Karłubca, warstwę wapienia marglistego z Otmętu);
4. Poziom wapienia marglistego z Odrowąża;
5. Poziom wapienia z Malni;
6. Ogniwo wapienia falistego z Ligockiej Góry.

## Stratotypy
Całkowity profil formacji nie jest nigdzie odsłonięty, dlatego został ustanowiony stratotyp złożony, na który składają się stratotypy poszczególnych ogniw i poziomów. Stratotypy znajdują się w Gogolinie i jego najbliższej okolicy, Błotnicy Strzeleckiej oraz Ligocie Dolnej.